# Museu Egípcio e Rosacruz
O Museu Egípcio e Rosacruz é uma instituição vinculada a Grande Loja da
Língua Portuguesa, mantida pela Ordem Rosacruz – AMORC. O museu está localizado no bairro Bacacheri em Curitiba, no Paraná. Conta com um acervo composto principalmente por réplicas de peças egípcias pertencentes a vários períodos diferentes, incluindo a múmia Tothmea, doada para o museu em 1987.
O museu é único no Brasil, tanto pelo vínculo com a Ordem Rosacruz, também por servir como um atrativo turístico e um importante espaço cultural para a sociedade, sendo aberto ao público e recebendo centenas de visitantes todos os anos.

## História
Em 1928, em San José, na Califórnia, Estados Unidos, foi apresentada ao público a coleção do "Museu Oriental Egípcio Rosa Cruz", localizado nos edifícios da administração de AMORC, organização internacional de caráter místico-filosófico fundada em 1910. Depois da viagem do Doutor Lewis ao Egito, em 1929, AMORC recebeu mais objetos e doações, fazendo com que a coleção chegasse a ter mais de 2000 objetos expostos ao público. O segundo imperador de AMORC, Ralph Maxwell Lewis, filho de Harvey Spencer Lewis, decidiu expandir e construir os edifícios novos do museu que abriram em novembro de 1966.
Em Curitiba, o museu surgiu pela iniciativa do artista Eduardo D´Ávila Vilela. Vilela possuía uma coleção de artefatos egípcios e resolveu doar seu acervo para a Ordem Rosacruz, sugerindo a criação de um espaço para que os itens fossem guardados. O museu foi inaugurado no dia 17 de outubro de 1990. O espaço é tido como um atrativo turístico da capital paranaense, além de servir como um instrumento para visitas educacionais e referência para pesquisadores do campo da egiptologia.

## Acervo
O museu apresenta uma diversidade com mais de 700 itens que fazem parte de várias coleções, como réplicas confeccionadas por artistas brasileiros. As coleções reúnem obras de artistas como: Eduardo D'Ávila Vilela, Luis César Vieira Branco, Tathy Zimmermann, Christopher Zoellner, Moacir Elias Santos e Aylton Tomás.
O principal atrativo do acervo é a múmia Tothmea, datada de aproximadamente VI a V a.C., sendo uma das duas únicas múmias legítimas do Egito que estão no Brasil. Segundo pesquisas realizadas, Tothmea foi uma artista que cantava, pertencente à décima oitava dinastia do Egito, de acordo com o modelo do sarcófago. A múmia foi descoberta no século XVIII. Em 1885 as autoridades egípcias doaram Tothmea como presente aos Estados Unidos, sendo exposta no Museu de Nova Iorque. No final da década de 1980, a múmia foi doada pelo Museu Egípcio Rosacruz de San José, e somente em 1995 Tothmea chegou ao Brasil, para fazer parte do acervo do Museu Egípcio e Rosacruz, em Curitiba.